# Michelle Alves
Michelle Alves (Londrina, 19 settembre 1978) è una supermodella brasiliana.

## Biografia
Nata a Londrina, Parana, Brasile, da un avvocato (mamma) e un ingegnere (papà). Studiò ingegneria civile presso l'Università dello Stato di Londrina con la priorità di trasferirsi a San Paolo, dove intraprese la carriera di modella. Lei si descrive come "un'ottima studente" e "un po' nerd." Parla correntemente 4 lingue: il portoghese, l'italiano, il francese e l'inglese.

## Carriera
Comparve nelle edizioni 2002 e 2003 del catalogo Sports Illustrated Swimsuit Issue, e sfilò per Victoria's Secret nel 2002 e nel 2003, e comparve nei loro cataloghi per il 10º anniversario del brand, intitolato Sexy.
Ha anche firmato contratti per Valentino, Christian Dior, Escada, Ralph Lauren, Missoni, Miss Sixty, Michael Kors, GAP, Emporio Armani, Michael Kors Swimwear, AKRIS and holds and deal con Yves Saint Laurent per la loro fragranza Cinéma's campaign. Ha lavorato con fotografi come Steven Meisel, Patrick Demarchelier, Bruce Weber, Gilles Bensimon, Mario Sorrenti, Nick Knight, Steven Klein, Phil Poynter, Walter Chin, Inez van Lamsweerde and Vinoodh Matadin e Richard Avedon.
Ha posato per oltre 100 copertine delle più importanti riviste di moda, come le edizioni internazionali di Vogue, Elle, Marie Claire, French, Esquire, L'Officiel, Harper's Bazaar, Amica e Glamour.
Nel 2005 fece un'apparizione nella serie televisiva brasiliana Belíssima, come modella. Nel 2006 si ritira dalle passerelle e nello stesso anno sposa Guy Oseary. Nel novembre 2006 nacque suo figlio Oliver.
Nel 2008 torna a sfilare per la collezione primaverile di Anne Valérie Hash, Armani Privé, Christian Dior, Christian Lacroix, e Elie Saab couture shows a Parigi.
Vive attualmente a Los Angeles.

### Agenzie
- Unique Models - Danimarca
- Models 1
- Model Management - Amburgo
- Elite Model Management - Milano
- IMG Models - Parigi